# Lac Indicateur
Lac Indicateur är en sjö i Kanada.   Den ligger i regionen Nord-du-Québec och provinsen Québec, i den östra delen av landet, 800 km norr om huvudstaden Ottawa. Lac Indicateur ligger 538 meter över havet. Arean är 15,1 kvadratkilometer. Den sträcker sig 15,7 kilometer i nord-sydlig riktning, och 4,4 kilometer i öst-västlig riktning.
Omgivningarna runt Lac Indicateur är i huvudsak ett öppet busklandskap. Trakten runt Lac Indicateur är nära nog obefolkad, med mindre än två invånare per kvadratkilometer.